# Asciodes quietalis
Asciodes quietalis is een vlinder uit de familie van de grasmotten (Crambidae). De wetenschappelijke naam van deze soort is voor het eerst gepubliceerd in 1859 door Francis Walker.
Deze soort komt voor in de Verenigde Staten, de Dominicaanse Republiek, Venezuela en de Galapagoseilanden.